# Mistrzostwa Europy w Saneczkarstwie 2012
43. Mistrzostwa Europy w saneczkarstwie odbyły się w dniach 25–26 lutego w Paramonowie w Rosji. Były to pierwsze mistrzostwa Europy rozegrane w Rosji. Rozegrane zostały cztery konkurencje: jedynki kobiet, jedynki mężczyzn, dwójki mężczyzn oraz zawody drużynowe. W tabeli medalowej najlepsi byli Rosjanie.

## Wyniki

### Jedynki kobiet
| Medal | Zawodniczka          | Narodowość | Czas     | Strata |
| ----- | -------------------- | ---------- | -------- | ------ |
|       | Tatjana Iwanowa      | Rosja      | 1:32,262 |        |
|       | Tatjana Hüfner       | Niemcy     | 1:32,497 | +0,235 |
|       | Corinna Martini      | Niemcy     | 1:32,509 | +0,247 |
| 4.    | Natalie Geisenberger | Niemcy     | 1:32,533 | +0,271 |
| 5.    | Anke Wischnewski     | Niemcy     | 1:32,860 | +0,598 |
| 6.    | Sandra Gasparini     | Włochy     | 1:33,324 | +1,062 |
| 7.    | Natalja Choriewa     | Rosja      | 1:33,643 | +1,381 |
| 8.    | Jekatierina Baturina | Rosja      | 1:33,773 | +1,511 |

### Jedynki mężczyzn
| Medal | Zawodnik            | Narodowość | Czas     | Strata |
| ----- | ------------------- | ---------- | -------- | ------ |
|       | Andi Langenhan      | Niemcy     | 1:31,876 |        |
|       | Armin Zöggeler      | Włochy     | 1:31,961 | +0,085 |
|       | Felix Loch          | Niemcy     | 1:32,042 | +0,166 |
| 4.    | Albert Diemczenko   | Rosja      | 1:32,184 | +0,308 |
| 5.    | David Möller        | Niemcy     | 1:32,243 | +0,367 |
| 6.    | Dominik Fischnaller | Niemcy     | 1:32,268 | +0,392 |
| 7.    | Manuel Pfister      | Austria    | 1:32,393 | +0,517 |
| 8.    | David Mair          | Włochy     | 1:32,455 | +0,579 |
| ...   | ...                 | ...        | ...      | ...    |
| 16.   | Maciej Kurowski     | Polska     | 1:33,284 | +1,408 |

### Dwójki mężczyzn
| Medal | Zawodnicy                            | Narodowość | Czas     | Strata |
| ----- | ------------------------------------ | ---------- | -------- | ------ |
|       | Peter Penz/Georg Fischler            | Austria    | 1:31,688 |        |
|       | Tobias Wendl/Tobias Arlt             | Niemcy     | 1:31,837 | +0,149 |
|       | Toni Eggert/Sascha Benecken          | Niemcy     | 1:31,952 | +0,264 |
| 4.    | Christian Oberstolz/Patrick Gruber   | Włochy     | 1:32,162 | +0,474 |
| 5.    | Władisław Jużakow/Władimir Machnutin | Rosja      | 1:32,224 | +0,536 |
| 6.    | Andreas Linger/Wolfgang Linger       | Austria    | 1:32,386 | +0,698 |
| 7.    | Andris Šics/Juris Šics               | Łotwa      | 1:32,448 | +0,760 |
| 8.    | Lukáš Brož/Antonín Brož              | Czechy     | 1:32,976 | +1,288 |
| ...   | ...                                  | ...        | ...      | ...    |
| 11.   | Artur Petyniak/Adam Wanielista       | Polska     | 1:33,593 | +1,905 |

### Drużynowe
| Medal | Zawodnicy                                                              | Narodowość | Czas     | Strata |
| ----- | ---------------------------------------------------------------------- | ---------- | -------- | ------ |
|       | Tatjana Iwanowa/Albert Diemczenko/Władisław Jużakow/Władimir Machnutin | Rosja      | 2:31,975 |        |
|       | Tatjana Hüfner/Andi Langenhan/Tobias Wendl/Tobias Arlt                 | Niemcy     | 2:32,208 | +0,233 |
|       | Sandra Gasparini/Armin Zöggeler/Christian Oberstolz/Patrick Gruber     | Włochy     | 2:32,218 | +0,243 |
| 4.    | Nina Reithmayer/Manuel Pfister/Peter Penz/Georg Fischler               | Austria    | 2:32,918 | +0,943 |
| 5.    | Viera Gburova/Jozef Ninis/Ján Harniš/Branislav Regec                   | Słowacja   | 2:34,484 | +2,509 |
| 6.    | Elīza Tīruma/Kristaps Maurins/Andris Šics/Juris Šics                   | Łotwa      | 2:35,583 | +3,608 |

## Klasyfikacja medalowa
| Miejsce | Państwo |   |   |   | Razem |
| ------- | ------- | - | - | - | ----- |
| 1.      | Rosja   | 2 | 0 | 0 | 2     |
| 2.      | Niemcy  | 1 | 3 | 3 | 7     |
| 3.      | Austria | 1 | 0 | 0 | 1     |
| 4.      | Włochy  | 0 | 1 | 1 | 2     |